# Konstandinos Laïfis
Konstandinos Laïfis (grec: Κωνσταντίνος Λαΐφης)  (Paralimni, 19 de maig de 1993) és un exfutbolista xipriota de la dècada de 2010.
Fou 19 cops internacional amb la selecció xipriota.
Pel que fa a clubs, fou jugador, entre d'altres, de Standard Liège, Olympiacos, Anorthosis i Alki Larnaca.